# Іван (Терашкевич)
Іва́н Терашке́вич (пол. Jan Teraszkiewicz, 5 травня 1793 — 1 березня 1863) — єпископ Української греко-католицької церкви; з 1851 року адміністратор Холмської єпархії.

## Життєпис
Народився в селі Княжпіль (нині Білгорайського повіту Люблінського воєводства в Польщі).
До 1809 року навчався в ґімназії в Замості, потім переїхав до Перемишля, де й закінчив місцеву ґімназію в 1811 році. В 1817 р. закінчив навчання на відділеннях Богослов'я та Філософії у Львівському університеті. З 1819 р. викладач духовної семінарії в Холмі. Став священником у 1825 р., будучи одночасно віце-ректором семінарії. Ставши ректором Холмської семінарії (з 1832 р.) супроводжував владику Филипа Шумборського під час подорожі до Санкт-Петербурга. Тут, у домі митрополита Філарета, взяв участь у богословській дискусії, опонентом в якій був ректор Санкт-Петербурзької академії.
Іменований єпископом-помічником (суфраганом) Холмської єпархії 15 вересня 1841 року, висвячений 21 травня 1843 з титулом єпископ Белзький, суфраган Холмський. Відзначався своєю лояльністю до царської влади. 19 січня 1851 після смерті єпископа Ф. Шумборського став адміністратором (управляючим) Холмської єпархії. За часів його адміністрування окремі його дорадники сприяли російському уряду здійснювати поступову русифікацію духовенства Холмської єпархії. Зокрема в 1856 затверджено, що викладання у Холмській семінарії будуть відбуватись російською мовою, яке до того часу проводилось латинською.,